# 剛果小爪水獺
剛果小爪水獺（Aonyx capensis congica），又名喀麥隆無爪水獺或扎伊爾小爪水獺，是非洲小爪水獺的一個亞種。牠們分佈在喀麥隆、剛果共和國、剛果民主共和國及加蓬，有可能也在安哥拉、布隆迪、中非共和國、赤道畿內亞、尼日利亞、盧旺達及烏干達等地。牠們棲息在亞熱帶或熱帶的多種環境，包括森林、紅樹林、沼澤、山區及湖泊等。牠們受到失去棲息地的威脅。